# 님의 침묵 (1993년 드라마)
《님의 침묵》은 1993년 3월 1일에 방영되었던 문화방송 특집드라마이다.

## 출연진
- 이도련